# Преображение (театр)
Нижегородский муниципальный театр «Преображение» — театр музыкально-пластической драмы, основанный в 1990 году на базе Дворца культуры имени В. И. Ленина режиссёром Анатолием Малофеевым. Получил статус муниципального учреждения в 2002 году.

## История

### Гастроли
В 2009 году театр выезжал на гастроли в город Мюнден (Германия) со спектаклями «Жизнь в стиле танго» и «За секунду до пробуждения».
В ноябре 2011 года театр выезжал на гастроли в город Нови-Сад (Сербия) со спектаклем «Мечты с поправкою на жизнь».
Театр практикует гастроли по Пушкинской карте.

## Репертуар
Репертуар театра отличается разнообразием. Здесь идут как драматические спектакли, так и пластические, где актёры играют без слов, общаясь с помощью танца и жестов, так и драматические спектакли для зрителей самых разных возрастов. Постановки театра неоднократно были отмечены премией фестиваля «Премьеры сезона».
| Название спектакля           | Жанр                                                                  |
| ---------------------------- | --------------------------------------------------------------------- |
| «Игроки»                     | Комедия по пьесе Н.В. Гоголя                                          |
| «Счастливый день»            | Комедия по пьесе А.Н. Островского                                     |
| «Жизнь в стиле танго»        | Музыкально-пластическая мелодрама                                     |
| «Ложное солнце»              | Драма по мотивам повести Виктора Пелевина «Затворник и Шестипалый»    |
| «Мечты с поправкою на жизнь» | Музыкально-пластическая комедия                                       |
| «Новый Амфитрион»            | Комедия по пьесе Александра Монвиж-Монтвида                           |
| «Пропасть»                   | Драматический спектакль по пьесе Гильерме Фигейредо «Лиса и виноград» |
| «Солдатики»                  | Драма по пьесе Владимира Жеребцова «Подсобное хозяйство»              |
| «Счастье на песке»           | Музыкально-пластическая мелодрама                                     |
| «Тварь 5.8.7.6/2»            | Драма по пьесе Виктора Понизова "Аз есмь тварь"                       |
| «Фата Морганы»               | Музыкально-пластическая фантасмагория                                 |
| «Человек из Подольска»       | Ироничная драма по пьесе Дмитрия Данилова                             |
| «Я твоя Тень»                | Драма по пьесе Евгения Шварца «Тень»                                  |
| «Маленькие трагедии»         | Музыкально-пластический спектакль по мотивам пьес Александра Пушкина  |
| «Мисс Юлия»                  | Хореографическая драма по мотивам пьесы Августа Стриндберга           |
| «Море»                       | Музыкально-пластический спектакль                                     |

### Детские спектакли
| Название спектакля                      | Жанр                                              |
| --------------------------------------- | ------------------------------------------------- |
| «Дорога чудес»                          | Клоунада-буфф с элементами интерактива            |
| «Однажды в каникулы»                    | Пластический интерактивный спектакль              |
| «Буратино»                              | Музыкально-пластический спектакль                 |
| «Трое в лесу, не считая волка»          | Музыкальная сказка для детей с элементами боевика |
| «Трое в лесу: новые приключения»        | Музыкальная сказка-детектив                       |
| «Трое в лесу спешат на помощь»          | Приключенческая сказка                            |
| «Охота на Красную Шапочку»              | Остросюжетная сказка                              |
| «Как Настенька чуть кикиморой не стала» | Сказка для детей по пьесе В. Илюхова              |

### Постановки, вышедшие из репертуара
- «Ваш ход, маэстро! (Цугцванг)»
- «Глоток неба»
- «За секунду до пробуждения»
- «Король Лир»
- «Король и Ангел»
- «Легенда Ярилиной горы»
- «Наваждение»
- «Осторожно, Жадность»
- «Русалочка»
- «Сны маленького человека»
- «Твоё чёрное сердце»
- «Шарло»
- «Dolce Vita по-русски»
- «Держись за красное»
- «Гудбай, Америка!»
- «Храбрый трус»
- «Как аукнется, так и откликнется»
- «Фантастическое происшествие»
- «Пираты Нового года»
- «Ледяная королева»
- «Кот на Новый год»